# Скуби-Ду је то и погоди још ко
Скуби-Ду је то и погоди још ко (енгл. Scooby-Doo and Guess Who?) је америчка анимирана телевизијска серија издавача Warner Bros. Animation и тринаеста телевизијска серија у Скуби-Ду франшизи. Серију је продуцира Крис Бејли.
Премијера серије је била 27. јуна 2019. на услузи SVOD канала Boomerang, пре него што је имала линеарну премијеру 8. јула 2019. на каналу Cartoon Network и 1. октобра 2019. на каналу Boomerang. У Србији се емитује на стриминг услузи HBO Go, синхронизована на српски језик. Синхронизацију је радио студио Sinker Media.

## Радња
Суочени са највећим мистеријама до сада, Фред, Дафне, Велма, Шеги и Скуби-Ду удружују снаге са највећим именима из света поп културе.

## Улоге
| Улога        | Оригинални глас | Српски глас                  |
| ------------ | --------------- | ---------------------------- |
| Фред Велкер  | Френк Велкер    | Милан Тубић                  |
| Велма Динкли | Кејт Микучи     | Снежана Нешковић             |
| Дафне Блејк  | Греј Делајл     | Андријана Оливерић           |
| Шеги Роџерс  | Метју Лилард    | Лако Николић / Милан Антонић |
| Скуби-Ду     | Френк Велкер    | Марко Марковић               |